# Opistognathus hongkongiensis
Opistognathus hongkongiensis is een straalvinnige vissensoort uit de familie van kaakvissen (Opistognathidae). De wetenschappelijke naam van de soort is voor het eerst geldig gepubliceerd in 1968 door Chan.